# Comuna Sahnivți, Izeaslav
Sahnivți (în ucraineană Сахнівці) este o comună în raionul Izeaslav, regiunea Hmelnîțkîi, Ucraina, formată din satele Kropîvna, Sahnivți (reședința) și Vlașanivka.

## Demografie
Componența lingvistică a comunei Sahnivți
     Ucraineană (99,7%)
     Alte limbi (0,3%)
Conform recensământului din 2001, majoritatea populației comunei Sahnivți era vorbitoare de ucraineană (99,7%), existând în minoritate și vorbitori de alte limbi.